# Malnina
Malnina is een geslacht van uitgestorven kreeftachtigen uit de klasse van de Ostracoda (mosselkreeftjes).

## Soort
- Malnina spinosa Jones (P. J.), 1989 †